# 佐伯琴子
佐伯 琴子（さえき ことこ、1976年 - ）は、日本の小説家、フリーライター。日経小説大賞受賞。

## 来歴
大分県日田市生まれ。一橋大学卒業後、旅行会社勤務や、タウン情報誌の営業等を経て、福岡市を拠点にフリーライターとなった。2016年『川蝉の棲む街』で第8回日経小説大賞の最終候補となり、2017年にも『八月は瑠璃色の鳥が潜んでいる』で第9回日経小説大賞最終候補となった。2018年『狂歌』で第10回日経小説大賞受賞。